# Ameiva lineolata
Ameiva lineolata är en ödleart som beskrevs av  Duméril och BIBRON 1839. Ameiva lineolata ingår i släktet Ameiva och familjen tejuödlor. IUCN kategoriserar arten globalt som livskraftig.

## Underarter
Arten delas in i följande underarter:
- A. l. lineolata
- A. l. beatensis
- A. l. meracula
- A. l. perplicata
- A. l. semota